# Панайот Хитов
Панайо́т Хи́тов (болг. Панайо́т Ива́нов Хи́тов; 1830 — 22 березня 1918) — національний герой Болгарії, гайдук, революціонер, борець за звільнення Болгарії і Сербії від османського іга, видатний воєвода. Він був чи не єдиним болгарським гайдуком, що залишив для нащадків друковані спогади про гайдуцтво, революційний рух у Болгарії і Сербії.

## Життєпис

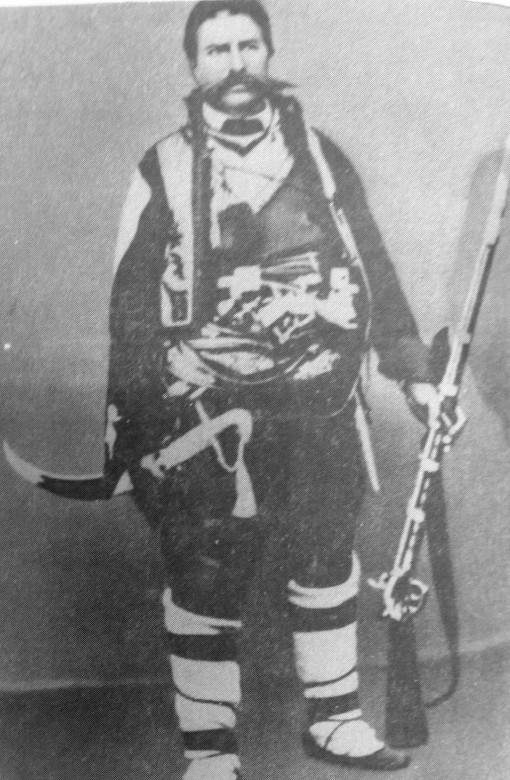
Панайот Хитов у період гайдуцтва.

Відомо тільки те, що Панайот Хитов народився у вересні 1830 року у сім'ї вівчара в Сливені. Багато поглядів йому прищепив його дядько Хитю. Про юнацтво і дитинство Хитова відомо теж замало — він був овчаром, ще у 17 років він ціле літо пас овець. Через переслідування з боку османів батько розпродав всю свою худобу і переїхав до міста. Панайот спробував надалі опанувати торгівлю, але невдало.

### Гайдуцтво
У 1858 році Панайот почав своє гайдуцтво в загоні/четі Георги Тринкина. Він відрізнявся своєю завзятістю і військовою мудрістю. Через це два роки потому, по смерті Георги, саме Хитова гайдуки вибрали воєводою цієї чети, яка була однією з найактивніших у Південно-східній Болгарії. У 1860 році Хитов вбив у Слівені місцевого османського суддю, який переслідував болгар. У четі Хитова у той період вдало гайдукували майбутні ватажки гайдуків — Хаджи Димитир і Желю Войвода. Хаджи Димитир був у четі прапороносцем.
В період командування гайдуцькою четою Панайот Хитов виявив себе дуже успішним тактиком і стратегом. Жодного разу його не спіймали османи, він настільки рідко втрачав гайдуків, що зажив ще за життя великої бойової слави. Він сформулював військові настанови — «Правила як керувати лісовою четою», в яких були окреслені усі положення бойової діяльності та правила життя гайдуцького загону, які стали справжнім військовим уставом гайдуків.

### Початок революційної діяльності
У 1864—1865 роках Панайот Хитов починає розуміти обмеженість ідеї дій окремих гайдуцьких чет і переваги широкого загальнонаціонального руху за звільнення Болгарії від османського панування. Хитов розпочав активне листування з Георги Стойковим Раковски. У 1864 році Панайот Хитов зібрав гайдуків у Крагуєваці, де разом з ним були знані гайдуцькі командувачи — Ільо Войвода, Цеко Петков, Желю Войвода тощо. Чети були перекинуті до Берковиці й Піроту, однак біля останнього зазнали серйозної поразки від османів і змушені були відступити до Сербії, де Хитов був заарештований місцевою владою. Після звільнення відбув до Бухаресту, де активно приєднався до болгарського революційного руху. Згідно плану Георги Раковски, якій був викладений у «Тимчасовому законі про народні й лісові чети літа 1867 року», Хитов був призначений головним болгарським воєводою. 28 квітня 1867 року Хитов відбув до Болгарії на чолі чети чисельністю у 30 вояків. Прапороносцем чети у той час був майбутній національний герой Болгарії Васил Левски. Чета Хитова потрапила до Старої планини і певний час діяла в районі Котелу і Слівену. Завданням чети було здійснити революційний марш задля агітації болгарського населення на боротьбу проти османів.

### Сербській період
У серпні 1867 року разом з четою Филипа Тотю чета Хитова відійшла до Сербії. Після цього Хитов отримав від сербської влади державну пенсію і жив як пенсіонер у Белграді. На той час він став поборником ідеї, що тільки об'єднання болгарських і сербських революціонерів здатне вибороти перемогу в османів. В 1869—1871 роках Хитов вів інтенсивне листування з Василем Левски, де виклав свої погляди і не пристав на поради Левски бути обережним у втіленні цієї ідеї. Влітку 1871 року Хитов підписав договір з чорногорським воєводою Джуро Матановичем про одночасне повстання в Болгарії, Боснії, Герцеговині й Албанії. У квітні 1872 року Хитов введений до складу Болгарського революційного центрального комітету у Бухаресті.
Після загибелі Левски Хитов відігравав чільну роль в комітеті, хоча й продовжував жити у Белграді. Вів активне листування з Любеном Каравеловим аж до його смерті. У серпні 1875 року саме Панайот Хитов головував на зборі Болгарського революційного центрального комітету, де було оформлене рішення про організацію Старозагорського повстання. Згідно плана Хитов мав очолити одну з чет, однак цього не відбулося через супротив сербської влади. Через ці ж причини Хитов не зміг взяти участь і у Квітневому повстанні 1876 року.
У сербсько-турецькій війні 1876—1878 років Панайот Хитов став воєводою однієї з чет болгарських добровольців. Однак у липні 1876 року командувач Моравською армією генерал Михайло Черняєв призначив Хитова головним воєводою над четами Филипа Тотю, Ільо Войводи, Желю Войводи і Христо Македонски. Одночасно Хитов отримав і повноваження вводити устрій у звільнених районах. Чети під командуванням Хитова здійснювали спільні узгоджені з сербськими військами бойові дії.

### Діяльність під час звільнення Болгарії від османів
Під час російсько-турецької війни 1877—1878 років Хитов отримав дозвіл від російського командування на створення добровольчої болгарської чети. Це відбулося незважаючи на шалений спротив консервативних російських офіцерів, які були проти озброєння широких мас населення. Зрештою головнокомандувач російською Дунайською армією великий князь Микола Миколайович під напором Хитова згодився на організацію чети у 100 вояків. Однак Хитов за один місяць створив 10 чет по сто вояків. Таким чином, він порушив домовленість, але зміг запевнити російське командування, що ці чети будуть виконувати особливі доручення по розвідці. Так і відбулось — розвідувальні дії були основними, але чети вступали за необхідності в бої з османами, дуже допомогли російським військам при перетині Балканських перевалів. Чета Хитова у своїх розвідувальних рейдах досягла аж селища Одринців на півдні Болгарії. Дії Хитова були високо оцінені російським командуванням — він був нагороджений орденом «Святого Станіслава» третього ступеня з мечами.

### Життя після звільнення Болгарії від османів
Після звільнення Болгарії Панайот Хитов на короткий час повернувся до Слівену, потім був протягом 1881—1883 років міським головою міста Кула. Приєднався до руху, що мав за мету Об'єднання Болгарії. Саме Хитов був на чолі Об'єднання у Слівені в 1885 році, призначений воєводою великого загону — Слівенської добровольчої кавалерії чисельністю у 300 вершників. Успішне об'єднання Болгарії було проти російських інтересів на Балканах і це призвело до напруженості в російсько-болгарських відносинах, організації російською стороною заколотів і переворотів в Болгарії. Після успішного зриву їх болгарською владою Російська імперія розірвала дипломатичні стосунки з Болгарією.. У 1885 році спалахнула Сербсько-болгарська війна, у якій Хитов узяв діяльну участь. Після визнання Об'єднання Болгарії Хитов оселився в Русе. Він не прийняв пануючий у Болгарії режим диктатури Стефана Стамболова, виступав проти нього, через що був на короткий термін кинутий до в'язниці. Після цього Хитов очолив Русенське військово-ополченське товариство. В 1900 році став членом місцевого товариства македонців. У квітні 1901 року вибраний делегатом на 8-й Македонсько-одринський конгрес.
Помер Панайот Хитов 22 лютого 1918 року у віці 87 років. Спочатку був похований у Русе на міському кладовищі, однак у 1978 році рештки героя перенесені за рішенням болгарської влади до Пантеону Національного Відродження у Русе, де знаходиться прах таких героїв Болгарії як Стефан Караджа, Любен Каравелов тощо.

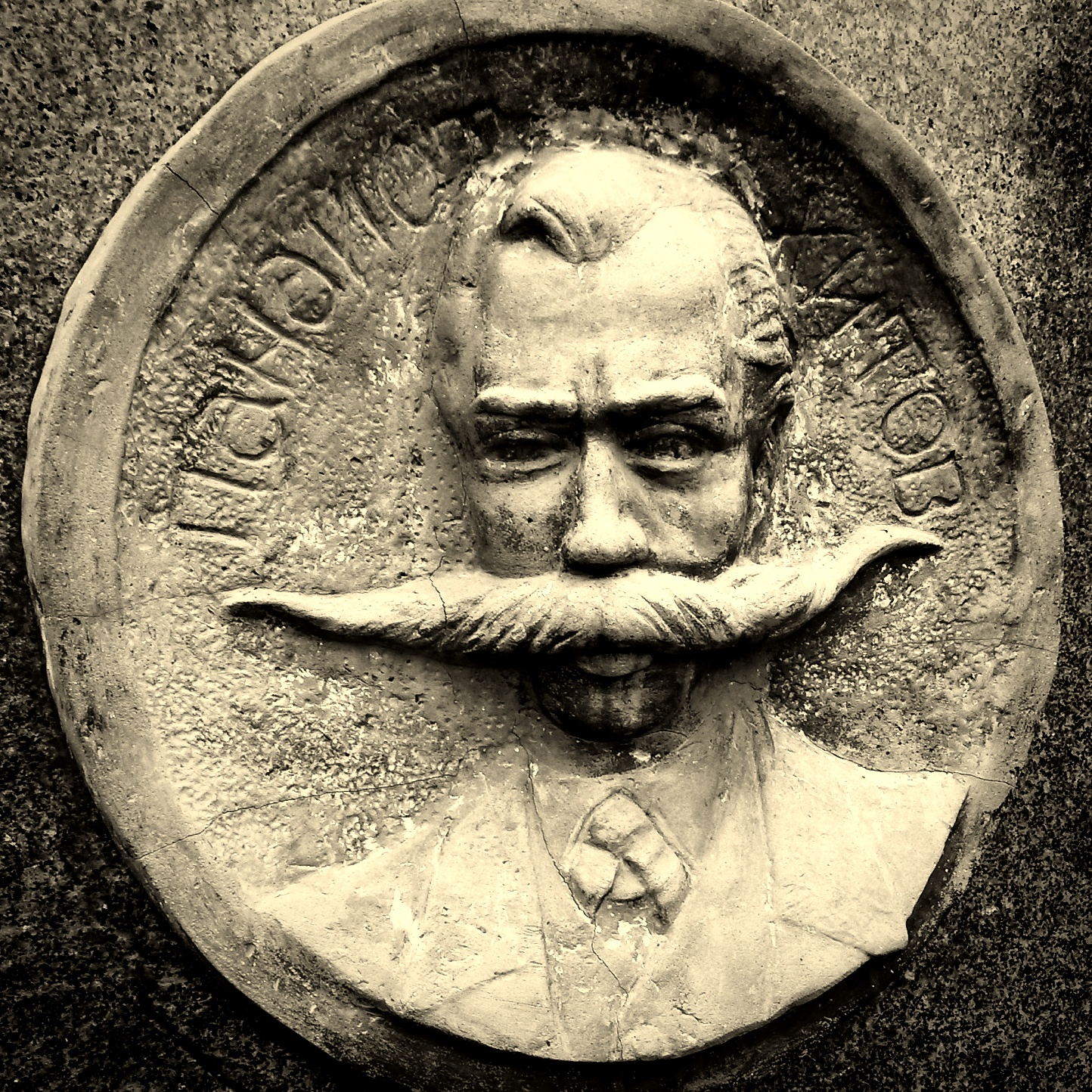
Меморіальна дошка Панайота Хитова в Русе.

## Пам'ять про Панайота Хитова
У Регіональному історичному музеї Русе зберігаються близько 500 предметів, які або особисто належали Хитову, або пов'язані із ним. В Національному військово-історичному музеї в Софії зберігається вогнепальна зброя, якою користувався Хитов під час своєї революційної діяльності. В Слівені зберігається його шабля. У сучасній Болгарії пам'ять про легендарного гайдука збережена у назвах села Панайот-Хитово, багатьох вулиць у містах і селах, шкіл, поставлено багато пам'ятників. В місті Русе збережено маленький будинок, в якому жив воєвода протягом 1880—1918 років.
Панайот Хитов у листі до гайдуків своєї чети:
«Юнак ніколи не повинен впадати у відчай, тому що, як не впаде у відчай, то здобуде сміливість і серце лева, вийде проти ворога вільним і його переможе…»
З спогадів Панайота Хитова:
«Я навчився змалку носити рушницю і цінувати людську свободу; моє серце шукало свободу, шукало чесність, шукало правду»